# Euchlanis dapidula
Euchlanis dapidula är en hjuldjursart som beskrevs av Parise 1966. Euchlanis dapidula ingår i släktet Euchlanis och familjen Euchlanidae. Inga underarter finns listade i Catalogue of Life.